# 南岔镇 (南岔县)
南岔镇是中华人民共和国黑龙江省伊春市南岔县下辖的一个镇。
2016年，伊春市人民政府批准撤销联合、东升和西水街道办事处，下辖地区由南岔区直辖。2019年6月，国务院同意调整伊春市部分行政区划，撤销南岔区，设立南岔县；同年，黑龙江省人民政府批准设立南岔镇。

## 行政区划
南岔镇下辖以下村级行政区划单位：
文明社区、新建社区、城林社区、和平社区、红星社区、太平社区、艾林村、先锋村、红旗村和国庆村。